# جورج ألبرت كاربنتر
جورج ألبرت كاربنتر (بالإنجليزية: George Albert Carpenter)‏ هو قاضي ومحامي أمريكي، ولد في 2 أكتوبر 1867، وتوفي في 13 سبتمبر 1944.